# Биссье, Юлиус
Не следует путать с французским живописцем школы лирической абстракции Роже Бисьером (фр. Roger Bissière, 1886—1964).
Юлиус Биссье (нем. Julius Bissier; 3 декабря 1893, Фрайбург-им-Брайсгау — 18 июня 1965, Аскона) — немецкий живописец-абстракционист, близкий направлению информель (фр. art informel), начинавший как художник Новой вещественности (нем. Neue Sachlichkeit).

## Биография
Родился в небогатой семье. Его отец скончался в 1907 году, когда мальчику было 13 лет.
- 1913 — некоторое время изучает историю искусств в Фрайбургском университете.
- 1914 — продолжает обучение в Художественной академии Карлсруэ.
- 1914—1918 — призван в армию.
- 1918 — продолжение обучения на художника в Мюнхене.

На Биссье сильно повлияло состоявшееся в 1919 году знакомство с синологом Эрнстом Гроссе (1862—1927) (нем.). Гроссе познакомил молодого художника с искусством и духовными практиками Азии. Биссье изучает приёмы традиционной живописи тушью (свои первые работы тушью художник создаёт в 1926 году).
- 1928 — получает Золотую медаль в области живописи города Дюссельдорф.

В 1930 году Биссье знакомится в Париже со скульптором Константином Бранкузи. Эта встреча (как и предшествующая ей — с живописцем Вилли Баумейстером) послужила толчком к экспериментам Биссье в области беспредметности.
- 1929—1933 — преподаёт во Фрайбургском университете.
- 1934 — при пожаре в университете гибнет огромное количество работ художника.
- 1935—1938 — неоднократно посещает Италию.
- 1939 — переезжает в Хагнау на Боденском озере.
- 1955—1956 — начинает свою серию работ «Миниатюры».
- 1958 — ретроспектива работ Ю.Биссье в «обществе Кёстнера», Ганновер.
- 1959 — принимает участие в выставке современного искусства документа II, Кассель; художнику присуждается премия Корнелиуса города Дюссельдорфа.
- 1959—1960 — Ю. Биссье создаёт настенные панно для Фрейбургского университета; ретроспективы его работ в Общественном музее (Gemeente-Museum), Гаага и Дворце изящных искусств, Брюссель.
- 1964 — художник завоёвывает Большую премию в области искусства немецкой земли Северный Рейн — Вестфалия.
- 1965 — выставка работ художника в Эдинбурге (посмертно).
- С 1961 года и до самой смерти Ю. Биссье живёт в Асконе, кантон Тичино, Швейцария. В этом же городе находится и обширный архив художника.